# Chad Coleman

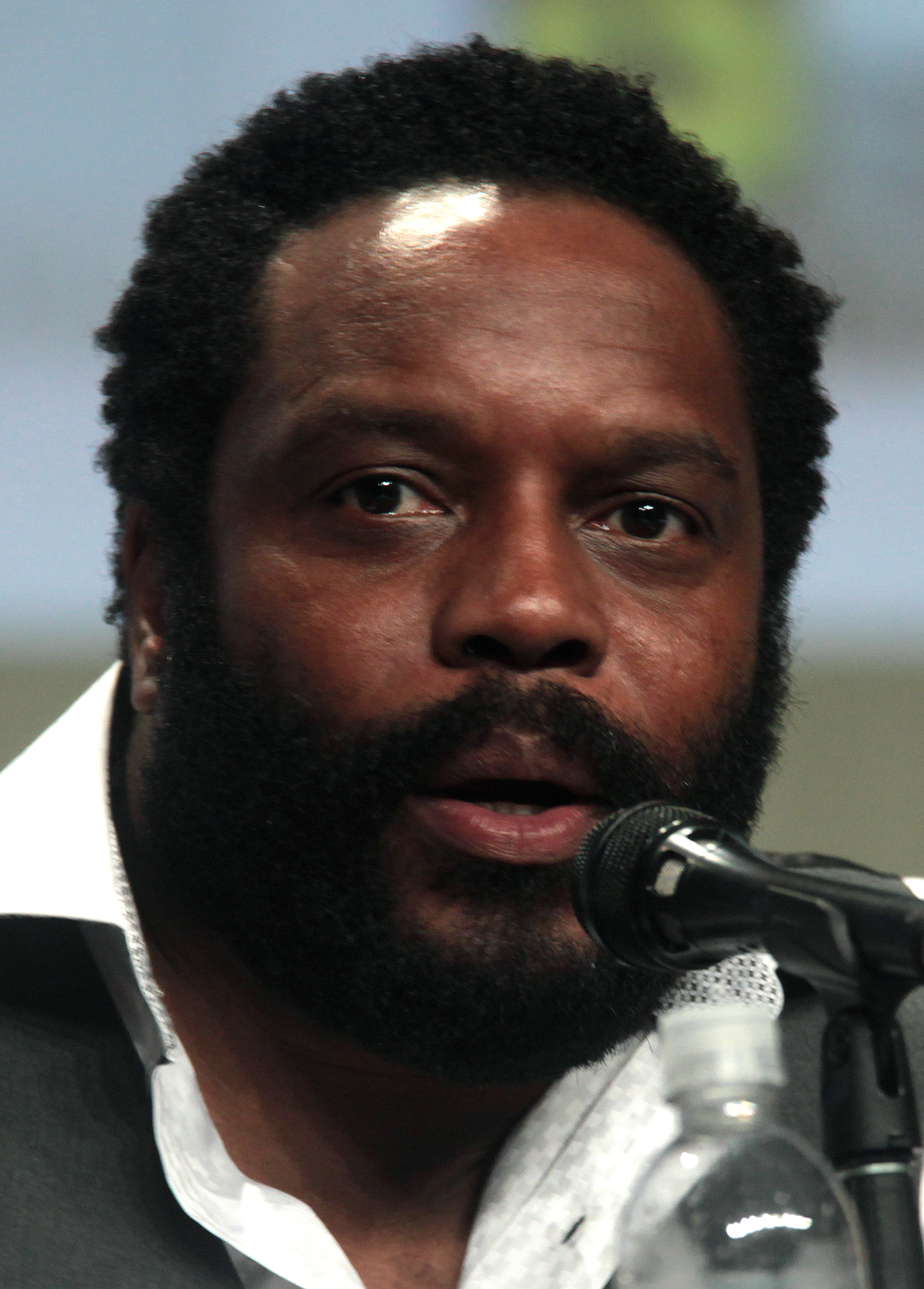
Chad L. Coleman auf der San Diego Comic-Con (2014)

Chad L. Coleman (* 6. September 1974 in Richmond, Virginia) ist ein US-amerikanischer Schauspieler. Er tritt seit 1992 als Schauspieler in Erscheinung und war seither in mehr als 50 Produktionen zu sehen. Bekannt wurde er durch seine Rolle in der Fernsehserie The Wire. 2009 wurde er für seine Rolle in Joe Turner's Come and Gone mit einem Theatre World Award ausgezeichnet.

## Filmografie (Auswahl)
Chad Coleman ist in Fernsehserien und Filmen zu sehen und spricht Rollen in Videospielen.

### Fernsehen
- 1994, 1995: Law & Order (2 Episoden)
- 1994, 1996: New York Undercover (2 Episoden)
- 1999, 2001: Third Watch – Einsatz am Limit (Third Watch, 2 Episoden)
- 2003: Springfield Story (The Guilding Light, 1 Episode)
- 2003: Die Straßen von Philadelphia (Hack, 2 Episoden)
- 2004–2006, 2008: The Wire (20 Episoden)
- 2005: Numbers – Die Logik des Verbrechens (NUMB3RS, 1 Episode)
- 2008: New Amsterdam (1 Episode)
- 2008: Life on Mars (1 Episode)
- 2009: CSI: Miami (1 Episode)
- 2009: Terminator: The Sarah Connor Chronicles (2 Episoden)
- 2009: The Forgotten – Die Wahrheit stirbt nie (The Forgotten, 1 Episode)
- 2010: In Plain Sight – In der Schusslinie (In Plain Sight, 1 Episode)
- 2010: Lie to Me (1 Episode)
- 2010–2017: It’s Always Sunny in Philadelphia (4 Episoden)
- 2010: Good Wife (The Good Wife, 1 Episode)
- 2011: I Hate My Teenage Daughter (13 Episoden)
- 2012: Criminal Minds (1 Episode)
- 2012: Burn Notice (1 Episode)
- 2012–2015: The Walking Dead (21 Episoden)
- 2015–2020: The Expanse (20 Episoden)
- 2016: Roots (1 Episode)
- 2016: Arrow (4 Episoden)
- 2017: Die Goldbergs (1 Episode)
- seit 2017: The Orville
- seit 2019: All American
- 2023: Superman & Lois (10 Episoden)

### Filme
- 1993: New York Undercover Cop
- 1999: Saturn
- 2001: The Gilded Six Bits
- 2001: Revolution #9
- 2002: Monday Night Mayhem
- 2002: The End of The Bar
- 2004: Brother to Brother
- 2005: Carlito’s Way – Weg zur Macht (Carlito’s Way: Rise To Power)
- 2007: Wifey
- 2009: Boldly Going Nowhere
- 2011: The Green Hornet
- 2011: Kill the Boss
- 2011: Shoedog
- 2021: Copshop
- 2023: The Angry Black Girl and Her Monster

### Videospiel
- 2008 Grand Theft Auto IV
- 2009 Left 4 Dead 2